# كينريو أريموتو
كينريو أريموتو (有本欽隆 أريموتو كينريو) (اسمه الحقيقي يوشيتاكا أريموتو (有本欽隆 أريموتو يوشيتاكا)) (11 فبراير 1940 - 1 فبراير 2019)، ممثل ياباني.

## أدواره في الأنمي

### مسلسلات أنمي تلفزيونية
- خيميائي الفولاذ - كورنيلو
- خيميائي الفولاذ FULLMETAL ALCHEMIST - دكتور نوكس
- إلفن ليد - المشرف كاكوزاوا
- ون بيس - اللحية البيضاء / إدوارد نيوغيت
- باكانو! - زيلارد كويتس
- المقاتل المتنقل جي جاندام - كلوب إيس، دكتور رايزو كاشو
- التقرير المتنقل الجديد جاندام وينج - المركيز ويليدج، الكونت تاونسيند، زيد وينر
- البدلة المتنقلة جاندام سيد - باتريك زالا
- كوكب ملك الوحوش - أودين
- بليتش - غينري كوتشيكي
- كيبا - ديميتري كان
- MADLAX - غوين مكنيكول
- كيشين تايسن جيجانتيك فورميولا - دانييل بيترسون
- جنود السايبورغ - أستاذ براون
- جوشين إنبو - توكاكو
- تسوكيهيمي: أسطورة القمر - ماكيهيسا تونو
- جاينت كيلينغ - هيرايزومي
- تنبو إيبون أياكاشي أياشي - أوتشيدا ياتارو
- آيرون مان - أستاذ ساكاموتو
- أبطال الكرة - ظاهر
- أن-غو - نوبوزاني كانو
- كيل لا كيل - إيشّين ماتوي
- كاراكوري كيدن هيو سنكي - هيراغا غينّأي
- مغامرة جوجو الغريبة: ستارداست كروسيدرز - كاميو
- بوكيمون - إيثان، جد مالاكي
- سايكو-باس - تومومي ماساوكا
- سيتروس - المدير
- ناروتو - قائد عشيرة كاغويا

### أوفا أنمي
- البدلة المتنقلة جاندام يونيكورن - ريكاردو مارسيناس
- سوبرنتشرل ذي أنيميشن - جيسون

### أفلام أنمي
- إينيشال دي Third Stage - كين كوغاشيوا
- إينازوما إليفن: هجوم الجيش الأقوى أوغر - سيغو هيبيكي

## أدواره في ألعاب الفيديو
- ون بيس: بيرنينغ بلاد - أبيض اللحية
- سايكو-باس: مانداتوري هابينيس - تومومي ماساوكا

## أدواره في الدبلجة اليابانية
- ترانسفورمرز أنيميتد - يوكيترون
- ستارغيت إس جي 1 - جاك أونيل
- جزيرة المصراع - دكتور جون كولي
- عقل جميل - ويليام بارتشر

## وصلات خارجية
- كينريو أريموتو على موقع IMDb (الإنجليزية)
- كينريو أريموتو على موقع ميوزك برينز (الإنجليزية)
- كينريو أريموتو على موقع قاعدة بيانات الفيلم (الإنجليزية)
- كينريو أريموتو على موقع كينوبويسك (الروسية)
- كينريو أريموتو على موقع ANN person (الإنجليزية)